# Жоан Міку
Жоа́н Міку́ (фр. Johan Micoud, нар. 24 липня 1973, Канни) — французький футболіст, півзахисник.
Насамперед відомий виступами за клуби «Бордо» та «Вердер», а також національну збірну Франції.
Чемпіон Франції. Володар Кубка Італії. Чемпіон Німеччини. Володар Кубка Німеччини. Володар Кубка французької ліги. У складі збірної — чемпіон Європи.

## Клубна кар'єра
У дорослому футболі дебютував 1992 року виступами за команду клубу «Канн» з рідного міста, в якій провів чотири сезони, взявши участь у 127 матчах чемпіонату.
Своєю грою за цю команду привернув увагу представників тренерського штабу клубу «Бордо», до складу якого приєднався 1996 року. Відіграв за команду з Бордо наступні чотири сезони своєї ігрової кар'єри. Більшість часу, проведеного у складі «Бордо», був основним гравцем команди.
2000 року уклав контракт з італійським клубом «Парма», у складі якого провів наступні два роки своєї кар'єри гравця. Граючи у складі «Парми» також здебільшого виходив на поле в основному складі команди.
З 2002 року чотири сезони виступав у Німеччині, захищав кольори команди бременського «Вердера». Тренерським штабом нового клубу також розглядався як гравець «основи».
2006 року повернувся до клубу «Бордо», за який відіграв 2 сезони. Завершив професійну кар'єру футболіста виступами за команду «Бордо» у 2008 році

## Виступи за збірну
1999 року дебютував в офіційних матчах у складі національної збірної Франції. Протягом кар'єри у національній команді, яка тривала 6 років, провів у формі головної команди країни 17 матчів, забивши 1 гол. 
У складі збірної був учасником чемпіонату Європи 2000 року у Бельгії та Нідерландах, здобувши того року титул континентального чемпіона, а також чемпіонату світу 2002 року в Японії і Південній Кореї.

## Титули і досягнення
- Чемпіон Франції (1):

«Бордо»: 1998-99
- Володар Кубка Італії (1):

«Парма»: 2001-02
- Чемпіон Німеччини (1):

«Вердер»: 2003-04
- Володар Кубка Німеччини (1):

«Вердер»: 2003-04
- Володар Кубка французької ліги (1):

«Бордо»: 2006-07
- Чемпіон Європи (1):

2000